# 埴輪 短甲の武人
埴輪 短甲の武人（はにわ たんこうのぶじん）は、埼玉県熊谷市中条の中条古墳群から出土した、板甲（短甲）と呼ばれる甲（鎧）と衝角付冑と見られる冑（兜）を着用して武装した人物形象埴輪である。短甲武人埴輪（たんこうぶじんはにわ）とも表記される。国の重要文化財に指定されており、文化財としての正式名は「埴輪武装男子像」（はにわぶそうだんしぞう）である。

## 来歴
当資料は、1876年（明治9年）2月2日午後4時頃に、埼玉県熊谷市上中条（当時は北埼玉郡上中条村）に所在する中条古墳群・中条支群の「鹿那祇東古墳（かなぎひがしこふん）」から、耕作者によって偶然掘り出された埴輪群像11体のなかの1体とされる。
発見当時、現場は見物人などで騒然となり、その影響で、出土時点では保存状態の良かった11体の埴輪は大半が損壊してしまい、当武人埴輪のほか馬形埴輪1体のみが辛うじて原形を保って残された。
その後、熊谷市冑山（旧大里郡冑山村）出身の政治家で郷土史家の根岸武香のもとに保管され、図面や論文等で学界に紹介されて知名度を高め、帝室博物館（現在の東京国立博物館）に寄贈された。太平洋戦争時には戦火を避けて一時根岸家に疎開したが、戦後の1961年（昭和36年）に再び東京国立博物館所蔵となった。なお、根岸家への疎開期間中の1958年（昭和33年）2月8日に、共に出土した馬形埴輪と併せて国の重要文化財に指定された。

## 特徴
当資料は、衝角付冑と見られる冑を被り、現在一般に「短甲（板甲）」と呼ばれる帯金式甲冑（おびかねしきかっちゅう）を身に着け、左腰に大刀（直刀）を佩用して武装した、半身像の人物埴輪である。両腕と、腰から下の円筒台座部分の大半を欠損する。また、冑は後頭部の錣（しころ）を欠損する。
頭部・胴部のバランスなど、全体によいプロポーションで造形されているが、特に顔面の整形技法に特徴があるとされており、整った輪郭の顔面に鼻・眉・口・眼がバランス良く配されている。眼や口の表現としてくり抜かれた穴の周囲では、粘土をヘラで押さえて盛り上げることで上下の目蓋や唇を表現している。これらは顔の表情を引き締め印象を強くする役割があると見られている。なお顔の正面は、胴部に対してわずかに左側を向いている。
頭の冑は、頭頂部から前頭部にかけて、衝角付冑特有の尖った稜線を持つ伏板のような表現が見られるが、額の部分には、通常は眉庇付冑に付いている眉庇（まびさし）のような突帯表現が見られる。
頸部には玉の付いた首飾りをかけている。
身に着けた甲は「帯金（おびかね）」と呼ばれる横長の鉄板同士をリベット（鋲）で固定し組み合わせる横矧板鋲留（よこはぎいたびょうどめ）技法で造られた板甲を表現していると見られ、両肩に甲を吊り下げて着用するための綿噛（わたがみ、ストラップ）の表現があるほか、沈線で表した帯金同士の境目部分に粘土玉を貼りつけてリベットを表現している。
ただし、粘土玉で表現されたリベットの数は、実物の板甲より少ないうえ、リベットを帯金の境目の位置に付けるのも実物の板甲とは異なっている。大正大学教授の塚田良道は、このような境目部分でのリベット表現について、そもそも「鋲留」ではなく革紐で鉄板同士を連結する「革綴」（かわとじ）技法の甲を表している、と解釈することも可能ではあるが、革紐ならば実物では楕円形に見えるものを、あえて円形にしているため、鋲留・革綴いずれの形態にしても、本来の形状から離れた造形がなされていると指摘する。

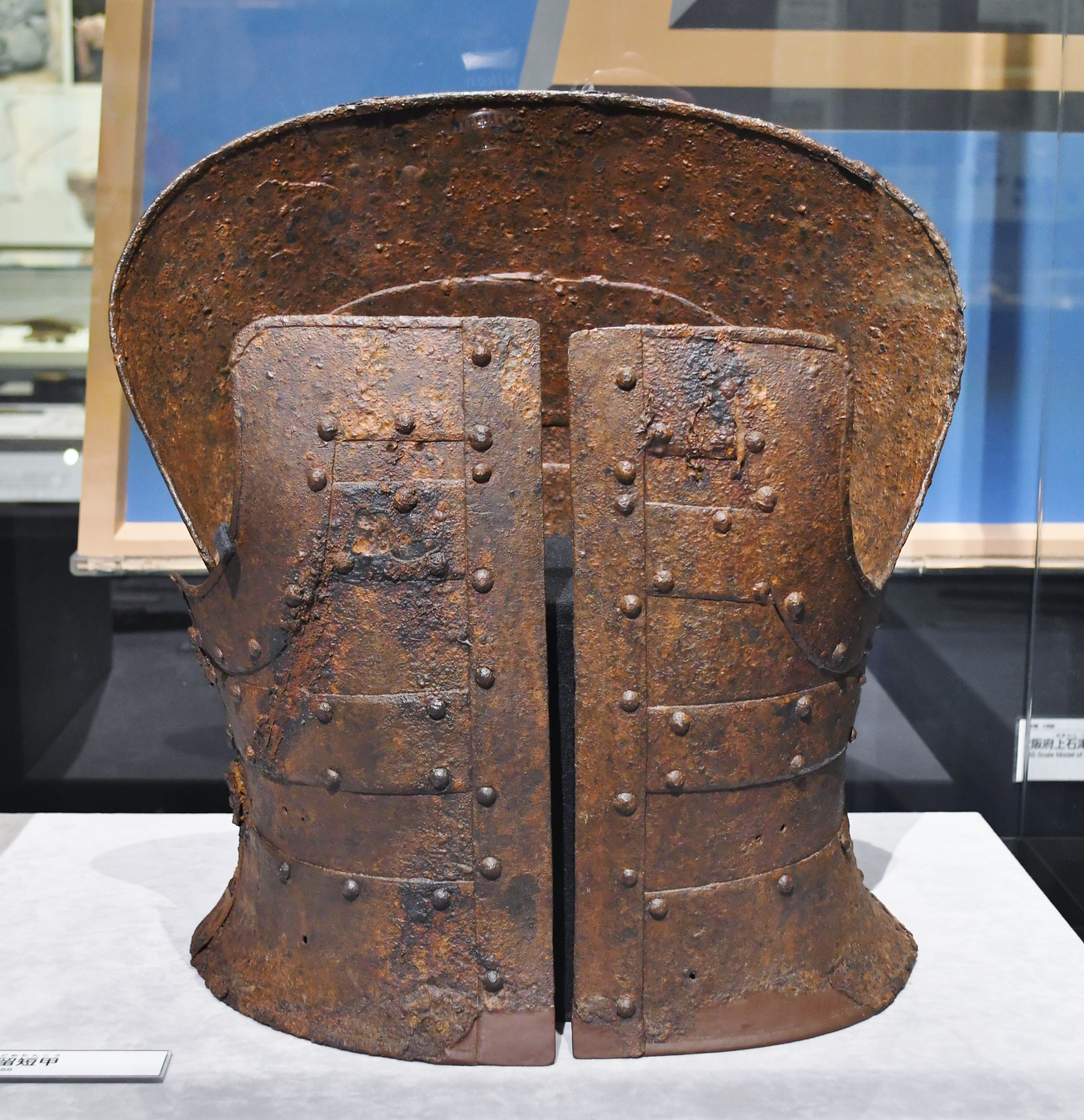
【参考】熊本県マロ塚古墳出土の横矧板鋲留板甲（短甲）。一般的な板甲は「帯金」と呼ばれる横長の鉄板を7段に組んでリベット（鋲）で固定するが、当記事の人物埴輪は帯金を5段分しか表現していない。

また、通常、実物の板甲は帯金を7段ないし9段組み合わせて構築されているが、本武人埴輪の場合5段しか表現されていない。塚田良道は、これらの写実性を欠く造形法を「省略」と呼び、形象埴輪において特徴的に見られる傾向と指摘する。

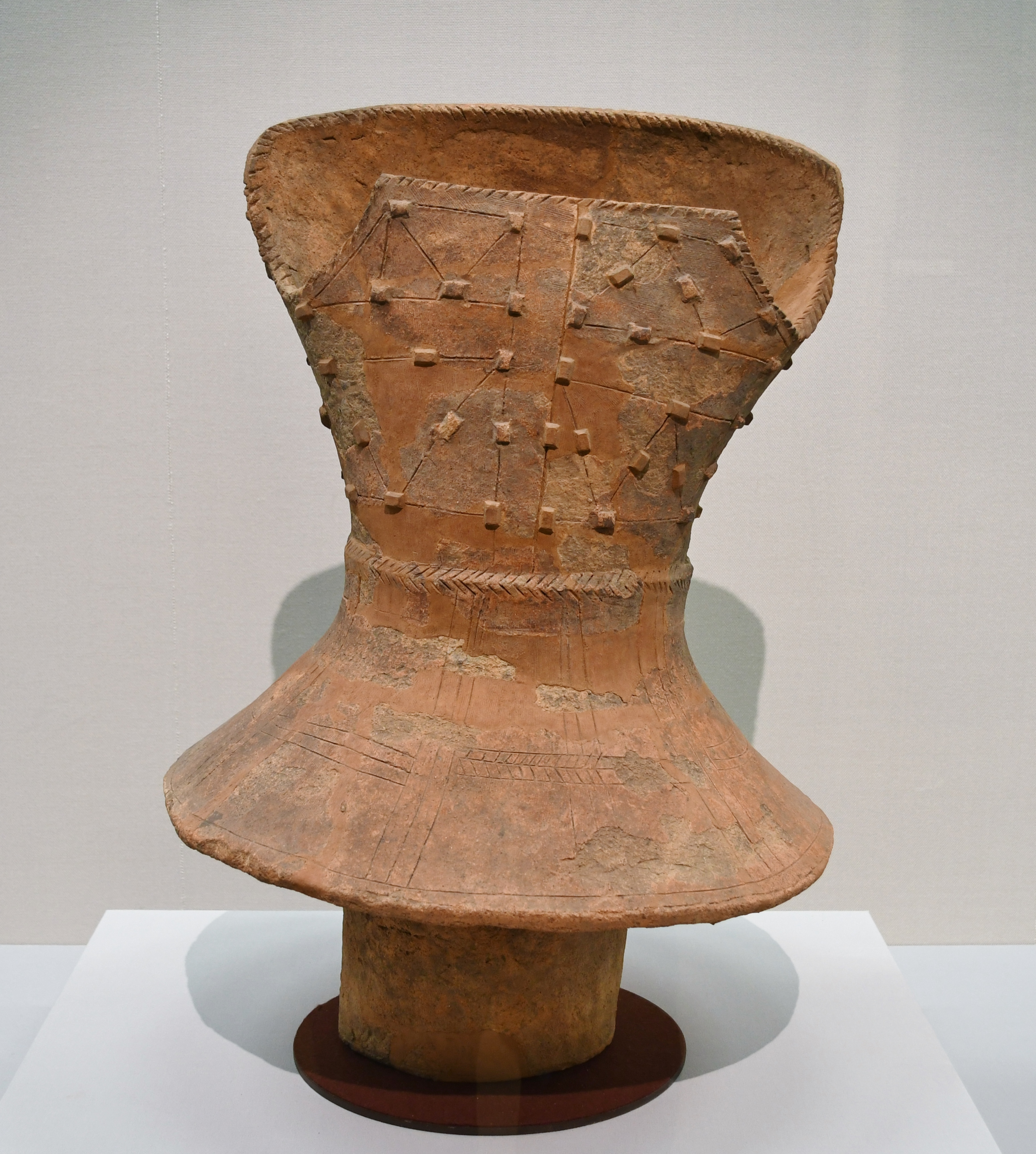
【参考】群馬県藤岡市・白石稲荷山古墳出土の板甲（短甲）形埴輪。板甲そのものを表した埴輪は複数見られるが、当記事のような人物埴輪としての事例は希少である。

当埴輪は、6世紀前半代に製作されたと推定されているが、板甲（短甲）自体は、これより以前の5世紀代に隆盛するもので、6世紀代には小札甲（挂甲）に移行し、ほとんど生産されなくなっている。そのため、この時代の板甲は形象埴輪における造形表現として残っていた状態と考えられている。古墳時代中期には板甲そのものを表現した埴輪が見られるが、着用する人物をも表現する事例は希少である。
また人物埴輪においても、武装した人物を表したものは、小札甲を着用したものがほとんどであり、板甲を着用した本資料は大変貴重な存在と評価されている。

## 用語の問題
現在の日本の考古学界では、末永雅雄による1930-40年代の研究以来、当該埴輪が装着しているような、横長の鉄板（帯金）を革綴じ技法、または鋲留め技法で連接した古墳時代の板甲（帯金式甲冑）を「短甲」と呼ぶことが一般化している。
しかし日本工芸史研究者の宮崎隆旨（元奈良県立美術館館長）らの研究によると、「短甲」とは本来、奈良・平安時代の甲冑名称（短甲・挂甲）の一つであり、当時代の小札甲の中の「胴丸式 （どうまるしき）」と呼ばれる形態を指している可能性が高く、古墳時代の板甲とは構造・形態が全く一致せず系譜的な連続性もないことが有力化してきている。
このため、古代甲冑の名称については、史料の示す本来の意味と、学術用語の示す意味との間に齟齬が生じた状態となっており、宮崎隆旨や、古墳時代甲冑研究者の橋本達也（鹿児島大学総合研究博物館）らは、名称に明らかな誤用があるとして当該埴輪の甲を「短甲」と呼ぶことに批判的である。